# Alagoinha do Piauí
Alagoinha do Piauí (aparținând PI) este un oraș în Brazilia.